# تيم كاربنتر
تيم كاربنتر (بالإنجليزية: Tim Carpenter) هو فنان قتال مختلط أمريكي، ولد في 24 يوليو 1980 في فيلادلفيا في الولايات المتحدة.

## وصلات خارجية
- تيم كاربنتر على موقع بيلاتور (الإنجليزية)
- تيم كاربنتر على موقع شيردوغ (الإنجليزية)